# Saint-Sernin, Ardèche
Saint-Sernin är en kommun i departementet Ardèche i regionen Auvergne-Rhône-Alpes i sydöstra Frankrike. Kommunen ligger  i kantonen Aubenas som ligger i arrondissementet Largentière. År 2022 hade Saint-Sernin 1 842 invånare.

## Befolkningsutveckling
Antalet invånare i kommunen Saint-Sernin
Referens: INSEE

## Galleri

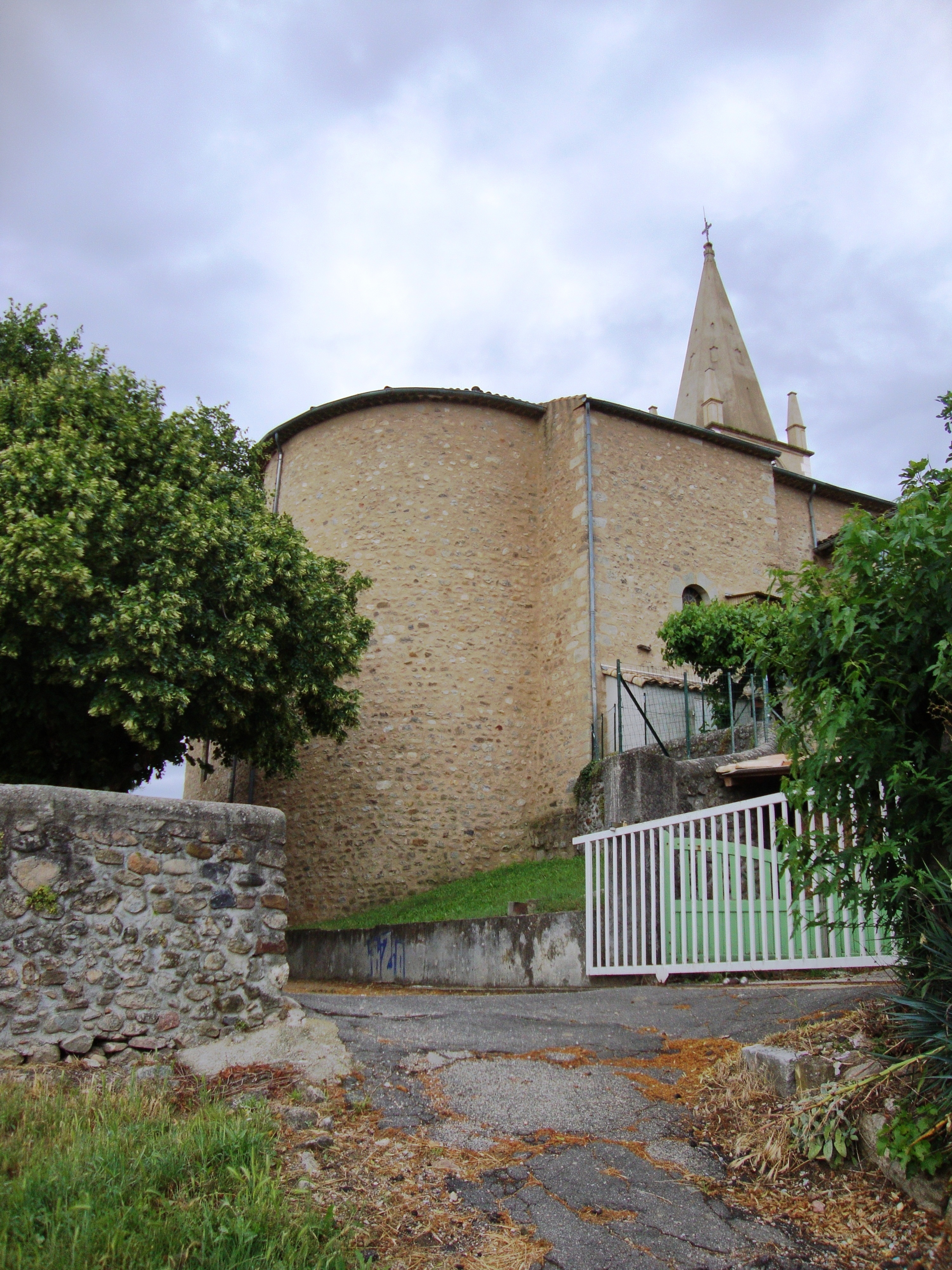
Kyrkan
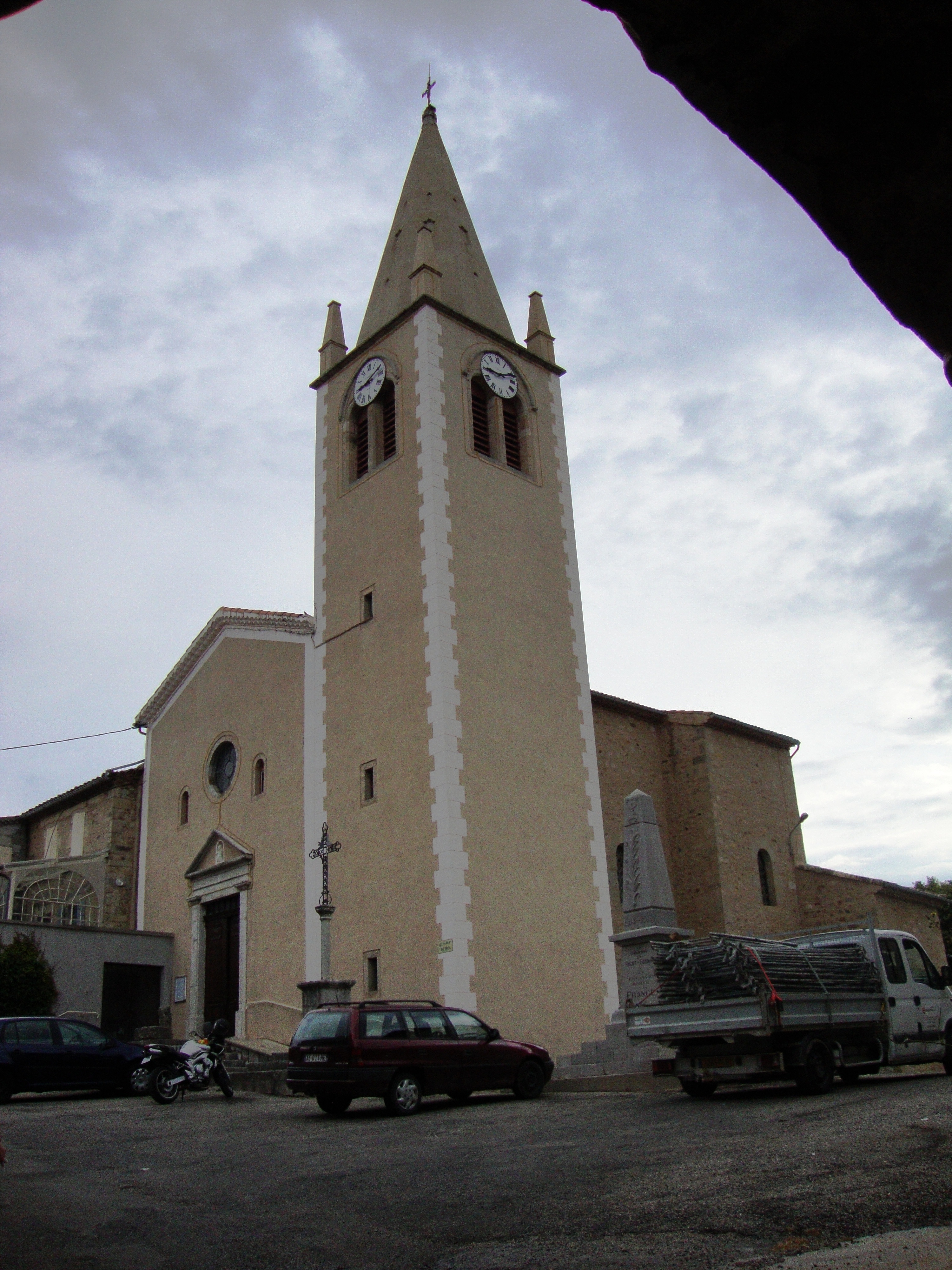
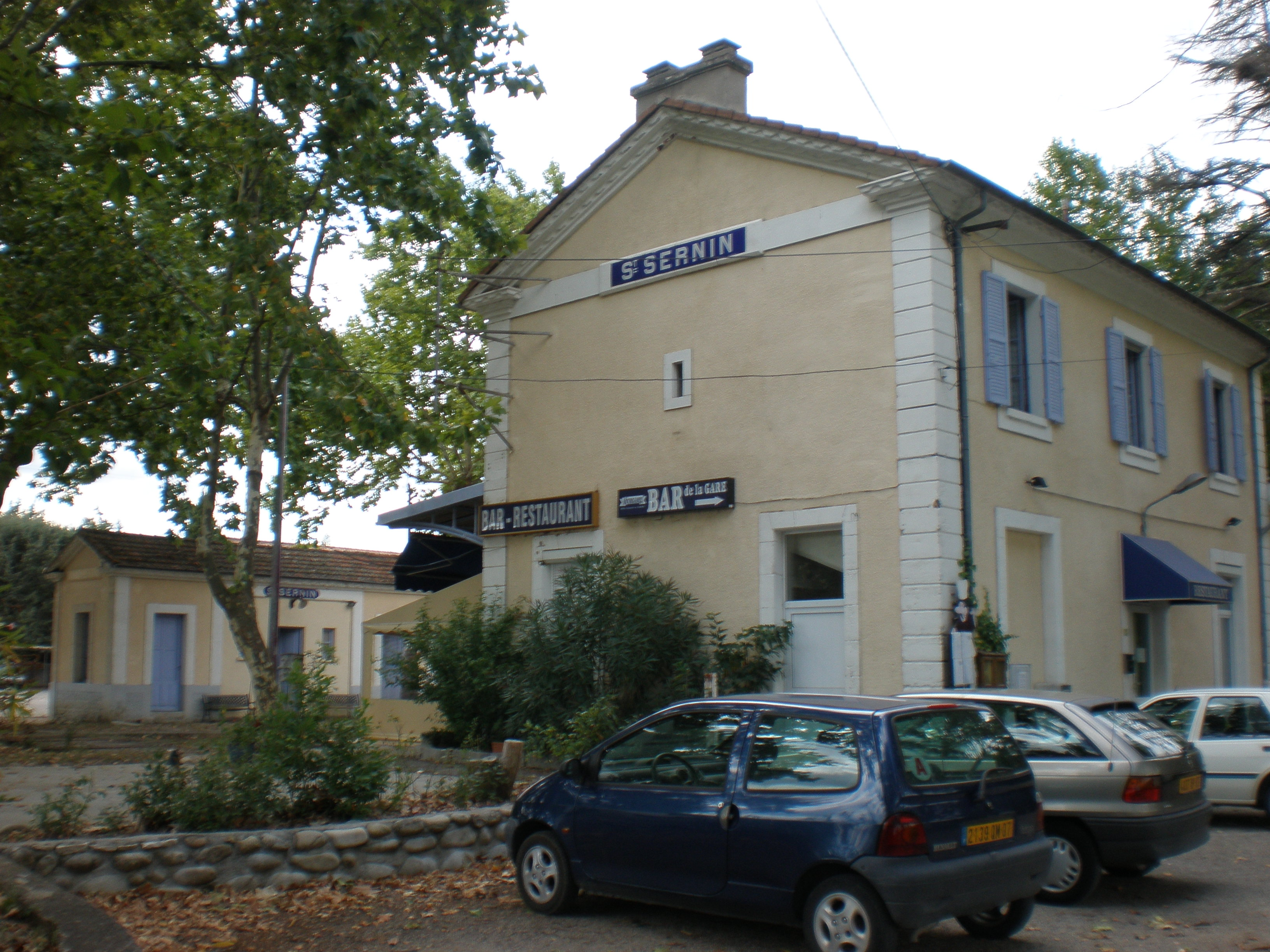
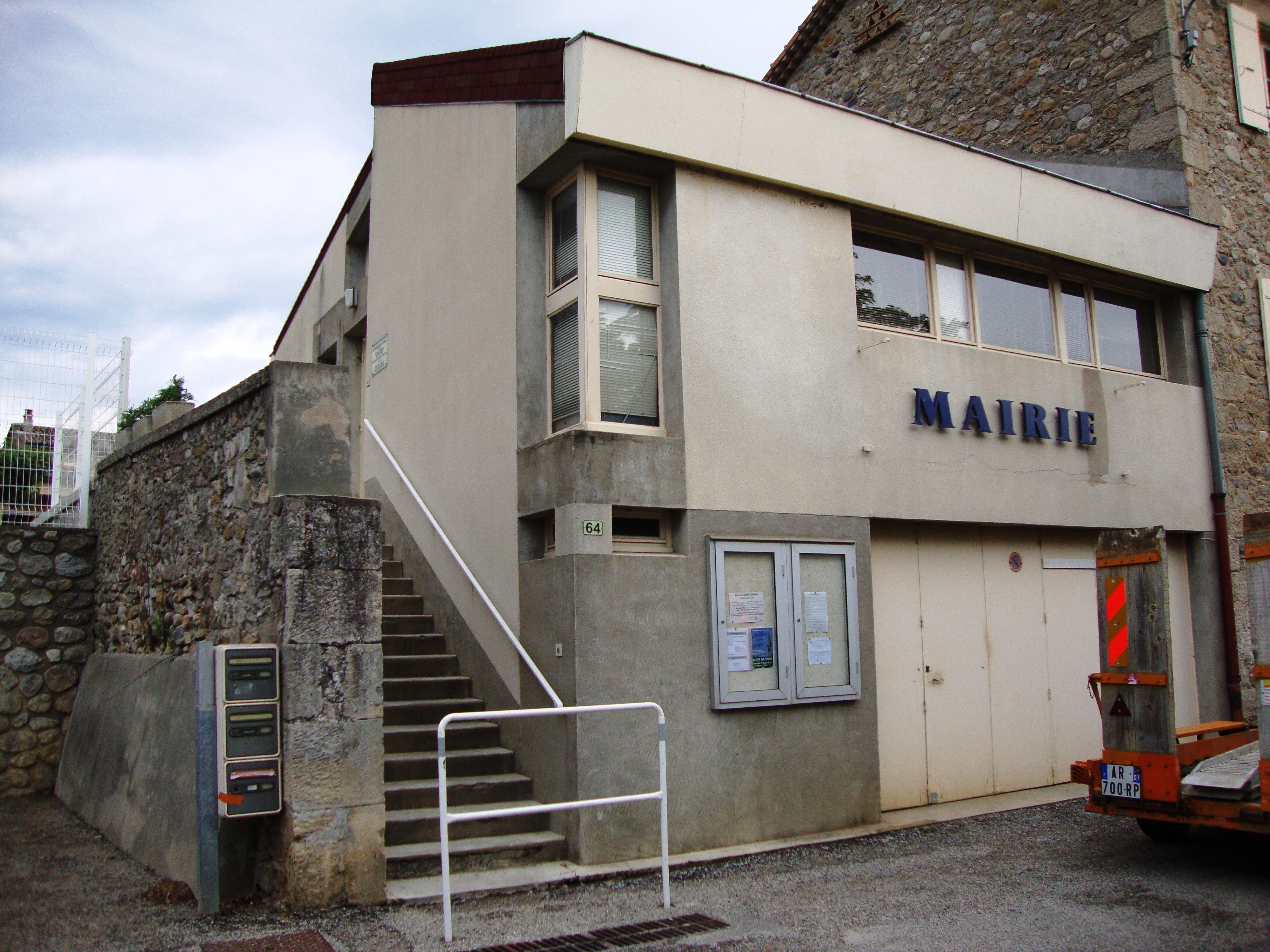
Rådhuset